# Cinq7
 (juillet 2025).
Motif : aucune source secondaire depuis fort longtemps...
- Archive Wikiwix
- Bing
- Cairn
- DuckDuckGo
- E. Universalis
- Gallica
- Google
- G. Books
- G. News
- G. Scholar
- Persée
- Qwant
- (zh) Baidu
- (ru) Yandex
- (wd) trouver des œuvres sur Wikidata

| 1. | Préciser le motif de la pose du bandeau. | Précisez le motif de la pose du bandeau en utilisant la syntaxe suivante : {{admissibilité à vérifier\|date=juillet 2025\|motif=remplacez ce texte par le motif}}          |
| 2. | Informer les utilisateurs concernés.     | Pensez à avertir le créateur de l'article, par exemple, en insérant le code ci-dessous sur sa page de discussion : {{subst:avertissement admissibilité à vérifier\|Cinq7}} |

 (juin 2014).
Cinq7 est un label de musique français indépendant créé au sein de Wagram Music.

## Artistes produits
Voici la liste des artistes produits par le label Cinq7 :
- Albin de la Simone : Bungalow!, sorti le 14 avril 2008
- AaRON : Artificial Animals Riding on Neverland
- Bryan :
  - Dans mon monde, dans ma tête., album acoustique sorti le 19 août 2010
  - Et si on vivait ?, sortie de l'album prévue pour fin 2011
- Calvin Harris : I created Disco, sorti le 4 février 2008
- Chloé Antoniotti : Bouquet II, EP sorti le 23 mai 2025
- Damien Saez :
  - Varsovie - L'Alhambra - Paris, triple album sorti le 21 avril 2008
  - J'accuse, sorti le 29 mars 2010
  - #humanité, sorti le 30 novembre 2018
- Dominique A :
  - Sur nos forces motrices, album live sorti le 15 octobre 2007
  - Les Sons cardinaux, coffret d'inédits sorti le 26 novembre 2007
  - La Musique / La Matière, sorti le 6 avril 2009
  - Vers les lueurs, 2012
  - Éléor, 2015
  - Toute latitude, 2018
  - La Fragilité, 2018
- Guillaume Cantillon : Des ballons rouges, sorti en septembre 2008
- Gush : Everybody's God, sorti le 15 février 2010
- Julien Granel : COOLEUR, sorti le 19 avril 2022
- Les Vedettes : Disque No 1, sorti le 3 novembre 2008
- Kalika
  - Latcho Drom (EP), sorti en 2022
  - Adieu les monstres, sorti en 2023
- Lilly Wood and the Prick :
  - Invincible Friends, sorti le 31 mai 2010
  - The Fight, sorti le 5 novembre 2012
  - Shadow, sortie le 13 novembre 2015
- Mélanie Pain : My Name, sorti le 14 septembre 2009
- Naive New Beaters : Wallace, sorti le 25 mai 2009
- Oxmo Puccino : L'Arme de Paix, sorti le 23 mars 2009
- Pierre de Maere : Un Jour, Je (EP), sorti le 14 janvier 2022
- Séverin : Cheesecake, sorti le 14 septembre 2009
- The Dø
  - A Mouthful, sorti le 14 janvier 2008
  - Both Ways Open Jaws, sorti le 7 mars 2011
  - Shake Shook Shaken, sortie le 29 septembre 2014
- Kaolin (en coexploitation avec At(h)ome)
- Kazy Lambist, depuis le 13 mai 2016